# La rendición de Sevilla (Zurbarán)
La rendición de Sevilla es un lienzo de Francisco de Zurbarán, que consta con la referencia n º. 19 en el catálogo razonado realizado por Odile Delenda, especializada en este artista.

## Introducción
El presente lienzo formaba parte de un conjunto de veintidós obras que Zurbarán —el 29 de agosto de 1628— se comprometió a realizar para el claustro de los bojes del convento de la Merced, en Sevilla, sobre el tema de la vida de san Pedro Nolasco. No parece que llegara a pintar dicha cantidad de cuadros, y los que se conservan actualmente están dispersos en varias colecciones.

## Tema de la obra
La reconquista de Sevilla —que estaba bajo el dominio del caíd Axataf— tuvo lugar entre agosto de 1247 y el 23 de noviembre de 1248 por parte de Fernando III, con la ayuda de la orden de la Merced, y la presencia de Pedro Nolasco.

## Análisis de la obra

### Datos técnicos y registrales
- Eccleston, colección del duque de Westminster.
- Pintura al óleo sobre lienzo; Dimensiones: 160 x 207,8 cm;
- Fecha de realización: 1629;[4]
- Firmado y fechado en el ángulo inferior derecho: F CO ĐZURBARAN 1629;
- Restaurado en 2000;
- Consta con el n º.19 en el catálogo de Odile Delenda.[4]

### Descripción de la obra
Zurbarán representa a Axataf entregando las llaves de Sevilla a Fernando III, pero no reflejó dicho episodio con rigor histórico, sino para animar a los espectadores —concretamente a los frailes mercedarios — a imitar las virtudes que tenían delante. Por ello, las figuras en esta obra van ataviadas a la moda de la época de Felipe III. Todas ellas forman una especie de friso de retratos individuales, excepto Axafat, que está arrodillado. La luz procede de la izquierda y está distribuida uniformemente, realzando las vestimentas de los personajes.
Fernando III apoya su mano derecha en un bastón de mando, y lleva una media armadura. A su derecha aparecen tres caballeros, y en la derecha del lienzo hay un grupo de monjes, uno de los cuales es Pedro Nolasco —muy anciano— flanqueado por un fraile mercedario y otro dominico. Axafat —rubicundo y bigotudo— aparece arrodillado, viste un magnífico manto de brocado dorado y lleva un turbante blanco con rayas doradas. Va acompañado por dos sirvientes, uno de ellos con un bello manto y un turbante, ambos de color rojo. Detrás de sí, un estandarte con las torres de Castilla y los leones de León, mientras que en el fondo hay una vista de Sevilla.

## Procedencia
1. Sevilla, Convento de la Merced Calzada, claustro de los Bojes;
2. Madrid, Palacio de Godoy;
3. 1803, confiscado a Manuel Godoy, entre 1808 y 1813;
4. París, colección Guillaume Guillon Lethière;
5. París, venta Lethière, 24 de noviembre de 1829, n° 72;
6. Saigton Grange, Cheshire, colección duque de Westminster;
7. Eccleston, colección duque de Westminster.[7]